# 莱邦维莱尔斯
莱邦维莱尔斯（法語：Les Bons Villers，法語發音：[le bɔ̃ vilɛʁs]）是比利时瓦隆大区埃諾省沙勒罗瓦区的一个市镇，北与瓦隆布拉班特省接壤，通行法语，是比利时法语社群的一部分，人口9,457人（2018年1月1日）。